# Pop (미국의 텔레비전 네트워크)
POP은 미국의 텔레비전 방송국으로, CBS 코퍼레이션과 라이언즈 게이트 엔터테인먼트가 합작하여 만든 채널이다. 주로 연예와 관련된 프로그램을 방송하며 대중문화와 관련된 프로그램이 많은 편으로, 이는 E!와 같은 포지션이다. 현재 토털 논스톱 액션 레슬링의 임팩트 레슬링을 다년계약 체결로 2016년 1월부터 방송하고 있다.

## 연혁
1981년, 유나이티드 비디오 새틀라이트 그룹이 편성표를 바탕으로 케이블 시스템화 하여 미국과 캐나다에 송출하게 된다. 이 때 이름은 일렉트로닉 프로그램 가이드였다. 1988년에는 프리뷰 가이드로 이름이 바뀌고, 1993년에는 프리뷰 채널로 바뀌어 1999년까지 이어진다. 그 이후 1999년 2월 1일 TV 가이드 채널로 이름이 변경되고, 2007년에 TV 가이드 네트워크로, 2013년 1월에는 TVGN으로 바뀐다. 그러다가 2015년 1월 14일 현재의 이름으로 변경되었다.

## 현재 방송 중인 프로그램
- 빅 브라더
- 임팩트 레슬링
- 싱 인 온
- 엔터테인먼트 투나잇
- 베이워치
- 베버리힐즈, 90120

## 채널 번호 안내
- 디렉TV-273번
- 디시 네트워크-117번
- AT&T 유버스-1185(HD)/185(SD)
- 버라이즌 FiOS-694번(HD)/194번(SD)